# Lisbeth Korsmo
Lisbeth Korsmo, née le 14 janvier 1948 à Oslo et morte le 22 janvier 2017, et connue sous le nom de Lisbeth Berg jusqu'en 1974, est une patineuse de vitesse et coureuse cycliste norvégienne.

## Biographie
En patinage de vitesse, Lisbeth Korsmo remporte la médaille de bronze sur 3 000 mètres aux Jeux olympiques d'hiver de 1976, organisés à Innsbruck en Autriche. Dans les années 1970, elle remporte sept fois les championnats de Norvège toutes épreuves et six fois les championnats de Norvège de sprint,.
En cyclisme, elle est notamment championne de Norvège de course en ligne en 1981.

## Records personnels patinage
| Distance     | Temps         | Année |
| ------------ | ------------- | ----- |
| 500 mètres   | 43 s          | 1977  |
| 1 000 mètres | 1 min 28 s 28 | 1976  |
| 1 500 mètres | 2 min 14 s 33 | 1977  |
| 3 000 mètres | 4 min 43 s 97 | 1976  |

## Palmarès cyclisme sur route
- 1981
  -  Championne de Norvège sur route
  - 2e du championnat de Norvège du contre-la-montre
  - 2e du GP Skandinavie
  - 3e du GP Skandinavie Tijdrit
- 1982
  - 2e du championnat de Norvège sur route
  - 3e du championnat de Norvège du contre-la-montre